# Андхра

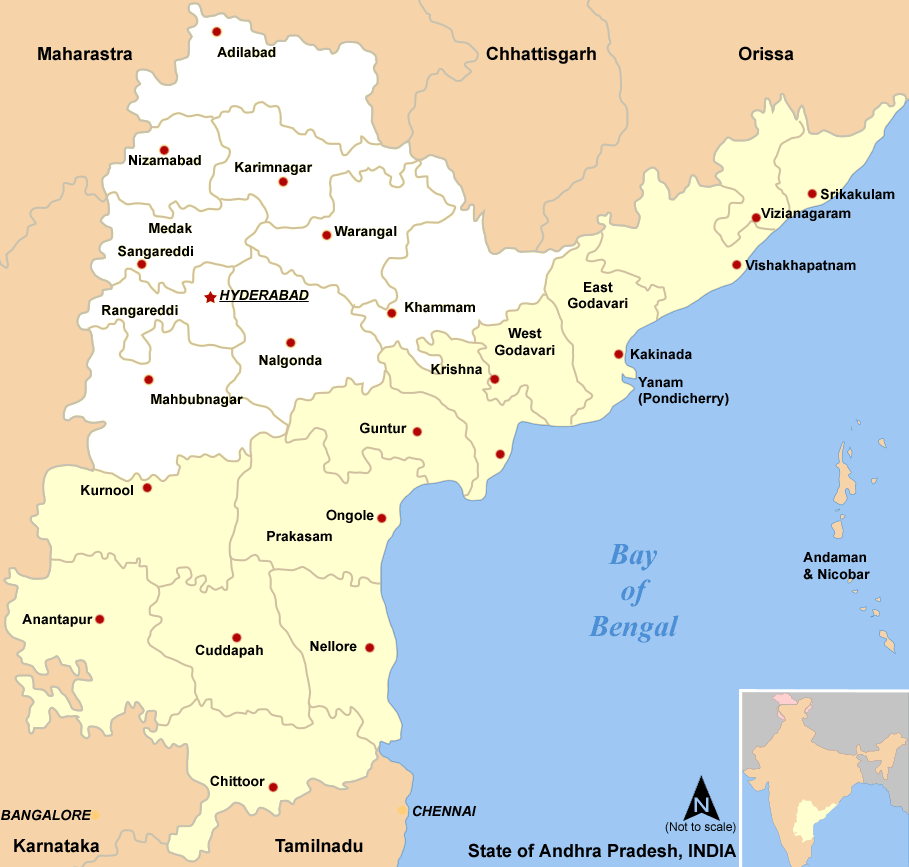
Желтым цветом закрашена территория штата Андхра, белым цветом — Телинганы

Андхра — историческая область на юго-востоке полуострова Индостан, в 1953—1956 годах бывшая самостоятельным штатом Индии.

## Андхра в Средние века
В III—VII веках, после крушения государства Сатаваханов до возникновения государства Восточных Чалукья, территория Андхры в политическом плане была раздроблена. В VII–XI веках Андхра входила в состав государства Восточных Чалукья, а затем в состав государства Чалукья—Чола. В конце XI — начале XIV веков Андхрой правила династия Какатия, затем была завоёвана Делийским султанатом.

## История штата Андхра
После произошедшего в 1947 году раздела Британской Индии находившееся под британским управлением Мадрасское президентство было переименовано в штат Мадрас Индийского Союза.
Внутрииндийские границы формировались исторически путём экспансии, и абсолютно не соответствовали ни границам расселения народов, ни границам распространения языков. На территории штата Мадрас оказались проживающими как тамилы, так и телугу. Несмотря на то, что создателями независимой Индии было решено не торопиться с созданием моноэтнических штатов, в штате Мадрас началось мощное движение за создание отдельного телугуязычного штата. Ситуация осложнялась тем, что сепаратисты требовали включения в новый штат в качестве столицы города Мадрас, который имел смешанное население и находился примерно на границе распространения двух языков.
Правительство Индии долго сопротивлялось давлению снизу, но в 1952 году известный индийский революционер Потти Среерамулу (сподвижник Ганди) умер в результате голодовки, объявленной им в поддержку создания телугуязычного штата. В итоге индийское правительство согласилось в данном случае ускорить процедуру создания моноэтничного штата, но Неру наотрез отказался включать в него город Мадрас. В итоге в 1953 году из штата Мадрас был выделен телугуязычный штат Андхра со столицей в Карнулу.
В 1956 году правительством Индии был принят Акт о реорганизации штатов. В соответствии с этим актом был, в частности, ликвидирован штат Хайдарабад, а его телугуязычная часть Телангана была объединена со штатом Андхра в новый штат Андхра-Прадеш.